# El port de Barcelona
El port de Barcelona és un quadre pintat per Eliseu Meifrèn. Pintada el 1887, es tracta d'una pintura a l'oli sobre tela de gran format, unes mides gens habituals en relació als formats que habitualment feia servir l'artista. L'obra és propietat de l'Autoritat Portuària de Barcelona i actualment (2011) es troba en procés de restauració al Centre de Restauració de Béns Mobles de Catalunya, a Valldoreix.

## Història
L'obra va estar penjada al número 6 del Portal de la Pau, a la seu de l'Autoritat Portuària de Barcelona, fins al maig de 2009, moment en què els tècnics del Museu Marítim de Barcelona van adonar-se del greu estat de conservació de l'obra mentre feien una intervenció in situ, preparant l'obra per a l'exposició Barcelona: Una Ciutat, un port, que tindria lloc al museu entre el 17 de juny i el 30 d'agost del mateix any. La policromia del quadre presentava risc de despreniment.
Mesos després, els propietaris van demanar l'assessorament als professionals del centre de restauració de Valldoreix, qui en van fer un estudi i un pressupost de restauració de l'obra.

### Procés de restauració
L'obra es va traslladar al Centre de Restauració de Béns Mobles i es va començar a restaurar, projecte liderat per Maite Toneu i on participen Esther Gual, Maria Sala i David Silvestre com a equip de restauradors.
Al començar el procés la peça presentava un greu estat de conservació, tant la qualitat pictòrica de l'obra la seva estabilitat, en part degut a intervencions anteriors, com un reentelatge que va provocar deformacions i despreniments de pintura original. També es van trobar moltes zones de l'obra massillades i pintades de nou, així com un vernís, actualment oxidat i enfosquit. Totes aquestes intervencions anteriors alteraven tant la visibilitat de l'obra real com la seva estabilitat a nivell de conservació.

### Obra amagada
Durant el procés de restauració es va trobar una obra anterior, amagada sota l'obra El port de Barcelona, una altra pintura d'Eliseu Meifrèn on es veu una nau navegant en un mar embravit. Aquest fet dificulta la seva intervenció, segons Maite Toneu, més complicada que la restauració fet a l'obra El gran dia de Girona, de Ramon Martí Alsina.